# 동화운수 (광주)
유한회사 동화운수(有限會社 同和運輸)는 광주광역시의 시내버스 운송 업체이다. 본사는 광주광역시 동구 남문로 333 (월남동)에 있다.

## 역사
1989년 2월 28일에 광주여객 광주시 동구 월남동 영업소 분리 독립 설립되었고 현재 직행좌석 1개, 간선노선 4개, 지선노선 5개, 공영버스 3개의 노선을 운영하고 있다.

## 현황
2016년 5월 기준이다.
| 운행업체 | 면허 대수 | 면허 대수 | 면허 대수  | 면허 대수 | 주소            | 면허 일자       |
| -------- | --------- | --------- | ---------- | --------- | --------------- | --------------- |
| 운행업체 | 대수 합계 | 시내버스  | 농어촌버스 | 시외버스  | 주소            | 면허 일자       |
| 동화운수 | 66        | 66        | -          | -         | 동구 남문로 333 | 1989년 2월 28일 |

## 운행 노선
- ● 좌석02번: 무등산국립공원(증심사) ~ 한국에너지공과대학본관 (대원시내버스, 대진운수, 대창운수, 라정시내버스, 삼아교통, 세영운수, 을로운수, 삼원운수, 현대교통 공동운행)
- ● 수완03번: 송원대 ~ 대창운수(광주종합버스터미널 경유)(대원시내버스, 대진운수, 대창운수, 세영운수, 을로운수, 삼원운수 공동운행)
- ● 지원15번: 월남동 ~ 효령노인복지타운(태령)
- ● 지원25번: 월남동 ~ 서광주역(광주종합버스터미널 경유)
- ● 봉선37번: 송산유원지 ~ 월남동(현대교통 공동운행)
- ● 수완49번: 무등산국립공원(증심사) ~ 수완지구(KS병원)(대원시내버스 공동운행)
- ● 지원52번: 내남 ~ 그린파크
- ● 지원56번: 월남동 ~ 광주역(삼아교통, 을로운수 공동운행)
- ● 대촌270번: 매월동 ~ 구소
- ● 임곡290번: 도산동 ~ 와산
- ● 송정296번: 도산동 ~ 동림마을
- ● 228번: 화순전남대병원 ~ 운암산코오롱하늘채
- ● 1187번: 덕흥동 ~ 무등산국립공원(원효사)(삼원운수, 대원시내 공동운행)

## 보유 차량

#### 자일대우버스
- 자일대우 NEW BS090

#### 현대자동차
- 현대 그린시티
- 현대 뉴-카운티
- 현대 뉴 슈퍼 에어로시티
- 현대 저상 뉴 슈퍼 에어로시티
- 현대 유니시티
- 현대 블루시티
- 현대 일렉시티
- 현대 뉴 프리미엄 유니버스 엘레강스

#### KGM커머셜
- 에디슨모터스 E-화이버드
- 에디슨모터스 스마트 093
- KGM 스마트 110

#### MAN
- MAN 라이온스 시티